# Les Goudes
Pour les articles homonymes, voir Goude.
Les Goudes (Lei Goudo, en provençal) est un quartier et un port de Marseille du 8e arrondissement de Marseille, à la porte sud de la ville et du parc national des Calanques, au bout de la route sans issue des Goudes, surnommé le bout du monde marseillais, avec son petit port de pêche  (et port de plaisance) traditionnel, institutionnel, et historique dans un décor spectaculaire, pittoresque et préservé de calanques au bord de la Méditerranée.

## Toponymie
Selon l’écrivain provençal Frédéric Mistral, ce toponyme, en provençal Lei Goudo (Lei Godas selon la norme classique, même prononciation), est apparenté au substantif provençal godo (gòda), dérivé du latin coda, queue, lequel renvoie par euphémisme à la notion de « bout (du monde) ».

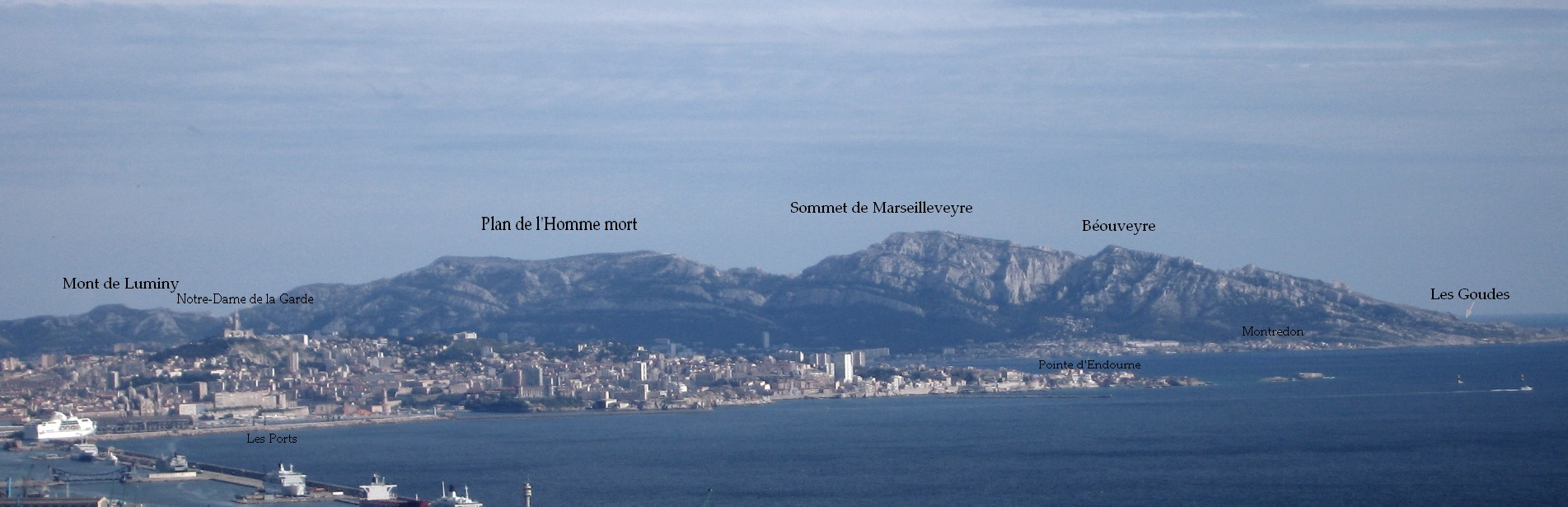
Les Goudes (à l'extrémité droite de la rade de Marseille)

## Histoire
Ce minuscule village de pêcheurs est initialement un des sites dans lesquels les pêcheurs côtiers allaient s'abriter lorsqu'ils étaient surpris par un « coup de tabac ». Il s'agit d'une crique assez bien protégée des intempéries dans laquelle ils pouvaient patienter dans des abris rudimentaires et sauvegarder leur embarcation, leur matériel et leur prise jusqu'à la prochaine accalmie avec l'autorisation des propriétaires.  
Au XIXe siècle, le site est industrialisé. Des fabriques de soude, de plomb et de soufre y sont exploitées entre 1804 et 1860. Elles contribueront à la richesse de Marseille. Des habitations sont érigés pour les ouvriers et la chapelle Saint-Lucien datant du XIe, restaurée. Après la fermeture de ces usines, les habitations demeurent, tandis que les pierres des murs en ruine sont canibalisées sur place  pour construire des cabanons. Le site des Goudes devient un village de pêcheurs à part entière —  « au bout du monde marseillais » — avec des petites rues escarpées, des petites maisons de pêcheurs et de navigateurs, bateaux et barques de pêche traditionnelles (bette, pointu, barquette marseillaise...) bars et restaurants de bord de mer, avec ses paysages et vues sur la rade de Marseille, l’île Maïre et l’archipel de Riou.  
On y accédait en suivant le bord de mer sinueux sur 1,5 km, à l'orée des calanques. Depuis le début du XXe siècle, le sentier a été aménagé en route ouverte à la circulation. Mais devant les excès de pollution et la circulation difficile, au début du XXIe siècle, la municipalité, en concertation avec les riverains, décide que l'accès se fera quasi exclusivement grâce aux transports en commun, particulièrement pendant la saison touristique, car le village fait partie du site protégé du Parc Naturel des Calanques. 

Vue panoramique du sud des Goudes

La chapelle Saint-Lucien, datant du XIe siècle a été détruite en 1911. Quelques bunkers et vestiges de casemate de la seconde Guerre mondiale parsèment le paysage. Le quartier d'habitation a été modernisé dans le courant des années 1990 et 2000.

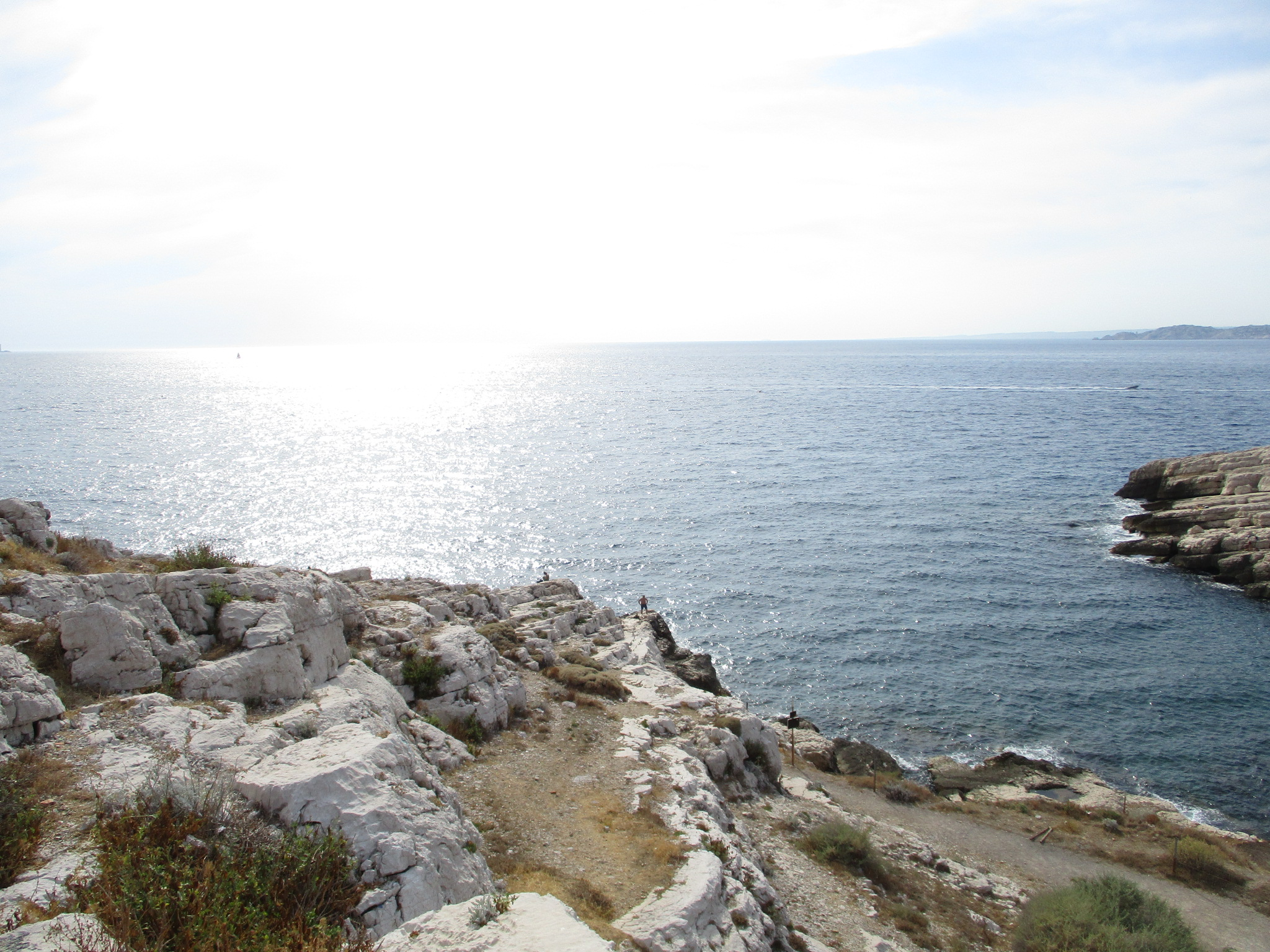
Route des Goudes
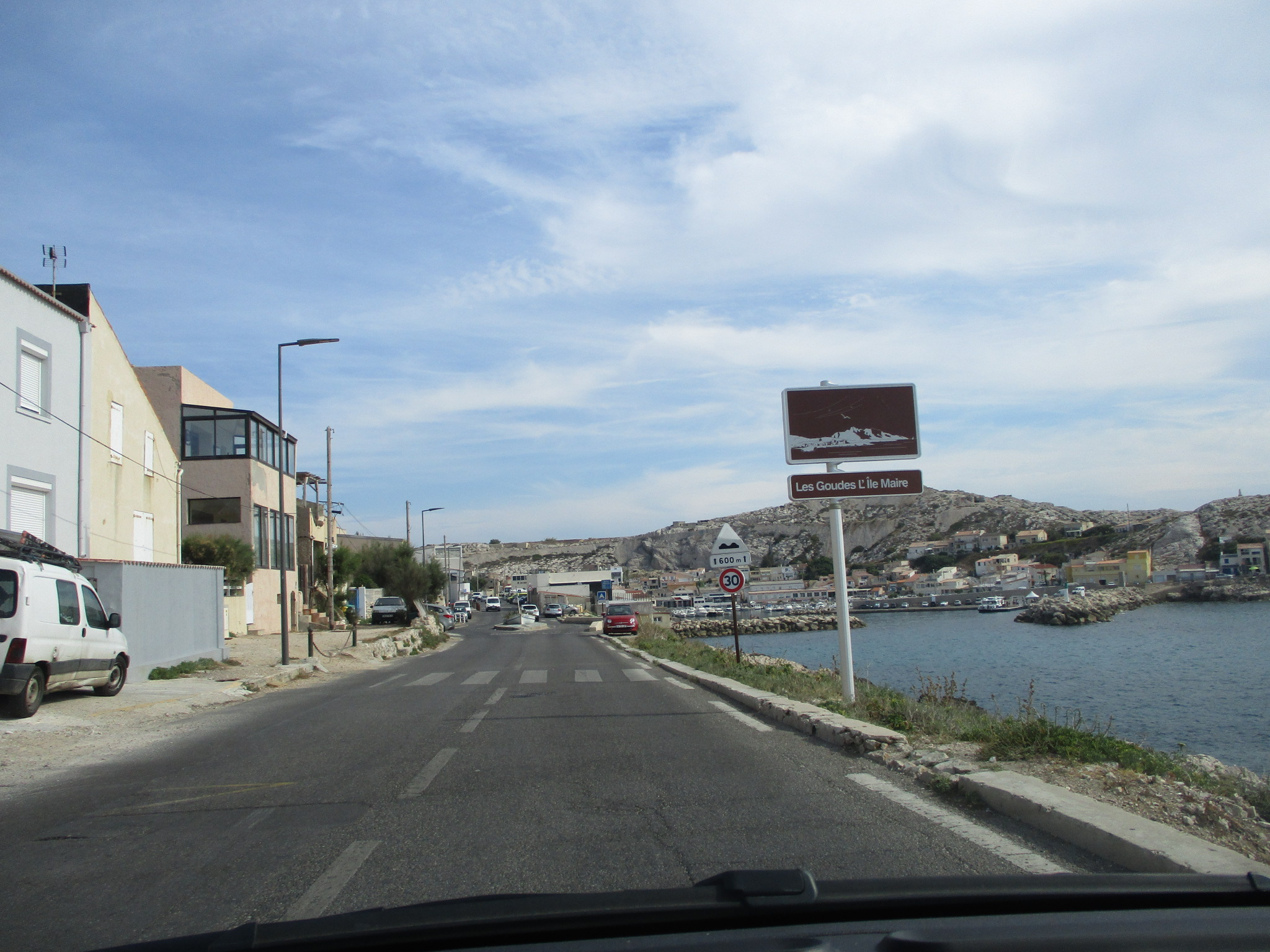
Entrée des Goudes
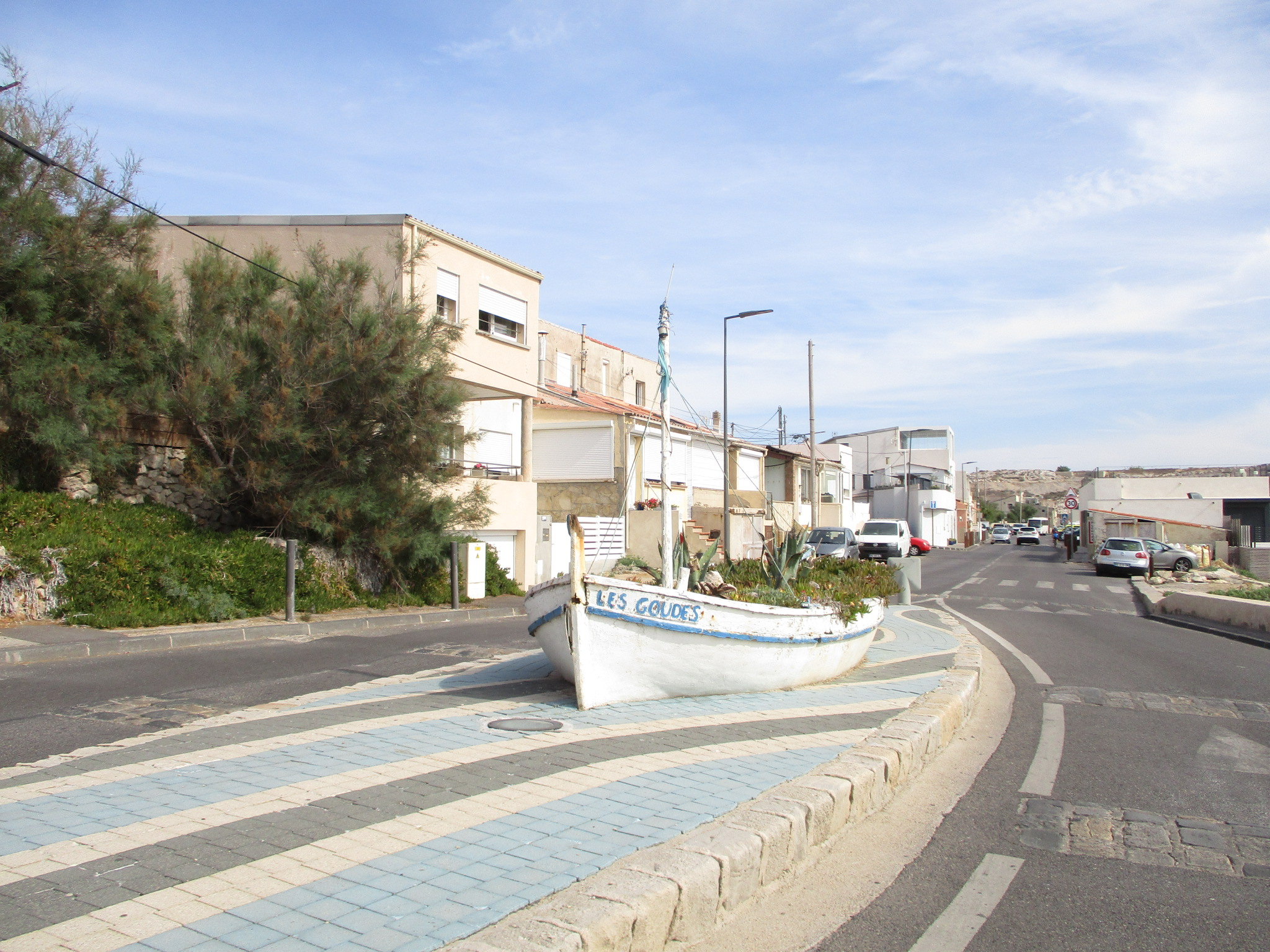
Barquette marseillaise de l'entrée des Goudes

## Quelques anecdotes
Les Goudes sont accolées au massif de Marseilleveyre. L'écrivain provençal Paul Mariéton (1862-1911) rapporte à ce propos dans un ouvrage que l'archéologue M. Gilles avançait que cet endroit était appelé Marseilho-Veïre ce qui, toujours selon Gilles, signifierait le « Vieux Marseille » et non pas « voir Marseille ». Cette affirmation reste aujourd'hui infondée. Par ailleurs les recherches sur Marseilleveyre ont souvent été sources de débats sur les origines de Marseille. 
En 1967 un projet aujourd’hui tombé dans l’oubli est né entre les Goudes et la calanque de Callelongue, face à l’île Maïre. Denis Creissels, ingénieur aux Téléphériques du Midi a l’idée de construire un téléphérique sous-marin en collaboration avec James Couttet : le téléscaphe.

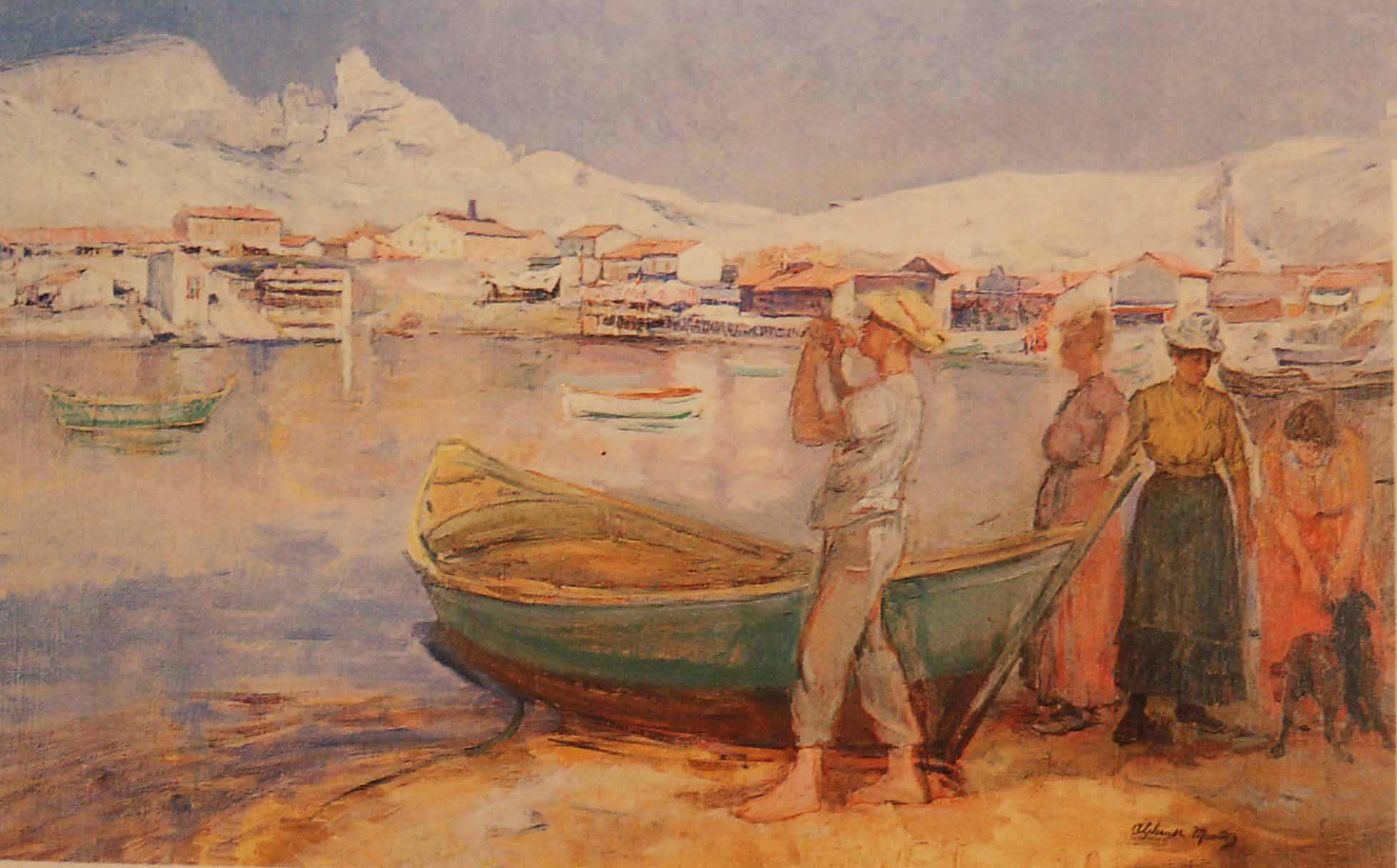
Le port des Goudes, 1910, Alphonse Moutte.

## Cinéma arts et culture
- Thème de peinture avec entre autres Le Port des Goudes du peintre Alphonse Moutte en 1910.
- L'anse des Goudes et le site de la calanque de Callelongue ont servi de décor à plusieurs scènes de cinéma entre autres de Jean-Pierre Melville (liste de films tournés à Marseille)[7].
  - 1935 : Justin de Marseille, de Maurice Tourneur
  - Le policier Fabio Montale, de la Trilogie marseillaise Fabio Montale de Jean-Claude Izzo, habite dans ce quartier.
- Un titre de l'album Òai e Libertat de 2007, du groupe Massilia Sound System.
- Le quartier des Goudes a fait l'objet de tournages, un décors pour la série Draculi & Gandolfi de Guillaume Sanjorge[8],[9],[10].
- Le roman Et l'Amour continue de l'auteur Joffrey Gabriel, qui remporte le Prix Femme Actuelle 2020, a pour décor le quartier des Goudes.